# Euryopis orsovensis
Euryopis orsovensis är en spindelart som beskrevs av Kulczynski 1894. Euryopis orsovensis ingår i släktet Euryopis och familjen klotspindlar. Inga underarter finns listade i Catalogue of Life.